# Gustave de Malherbe
Pour les articles homonymes, voir Malherbe.
Charles Louis Gustave Bonnet de Malherbe, né à Pau le 10 juin 1856 et mort à Guéthary le 3 décembre 1934, est un éditeur et imprimeur d'ouvrages et d'estampes français, spécialisé dans la chromolithographie.

## Biographie
Fils de Paul Joseph Bonnet de Malherbe, médecin-chef et écrivain sous le pseudonyme Joseph d'Arcay, mort en 1895 dans la concession française de Shanghai, et de Charlotte Scolastique de La Tour-Saint-Igest originaire de Pau, Gustave de Malherbe a un frère, Raymond, qui résida également à Shanghai et qui partira élever des chevaux dans la région de Calgary au Canada.
Malherbe obtient son baccalauréat lettres et sciences le 13 août 1872. Il sera réformé par la conseil de révision de Paris pour faiblesse de vue.
Gustave Guiches dans son livre Au banquet de la vie, rapporte les paroles de Gustave de Malherbe concernant ses origines et ses premières années de jeune homme : « Il m'apprend qu'il est béarnais mais parisien presque depuis l'enfance, qu'il a fait des études de médecine, séjourné en Angleterre, retourné vite à Paris, fréquenté le quartier, et tous les mauvais lieux de plaisir que je viens d'évoquer ».
Vers 1880, il devient fonctionnaire au ministère des Finances. En sortant de son bureau du ministère, il se rendait dans les cafés que fréquentait Villiers de L'Isle-Adam, chez Tortoni comme au Madrid. Admirateur de l'écrivain depuis ses 15 ans, Malherbe était parmi ses auditeurs les plus assidus. Il se lie d’amitié à l’écrivain.
En 1882, il reconnaît sa fille naturelle, Marie Geneviève — dont la mère est Marguerite Thérèse Hélène Philibert, sœur du contre-amiral Joseph-Alphonse Philibert —, qui sera légitimée en 1908, lors de son mariage avec Georgina Ronger.
Sa passion pour la littérature l’entraîne à s’associer en 1882 avec l’éditeur Edmond Monnier, qui avait boutique au 16, rue des Vosges à Paris. Les associés avaient formé le projet d’une collection de nouvelles sous le titre « L’amour à travers les âges », et voulaient faire appel aux conteurs réputés de l’époque. Le projet n’aboutit pas. Les deux hommes se brouillent. Monnier se sépare de Malherbe en 1884 et le remplace par Maurice de Brunhoff avec lequel il ne s’entendit pas non plus. Le 14 août 1884, Villiers de L'Isle-Adam lui demande d’être le témoin de mariage de son épouse Marie Dantine ; union qui aura pour seul but de légitimer son fils Victor avant de mourir.
Malherbe est membre de l’éphémère « Groupe des Treize » que devait parrainer Guy de Maupassant. Il travaille par la suite avec l’éditeur A Laurent avec lequel il fonde en 1884 la Librairie de la Presse qui a publié les premières œuvres de Henri Lavedan, Paul Hervieu, Gustave Guiches, Octave Mirbeau et les premières traductions d'ouvrages de Henryk Sienkiewicz. Gustave de Malherbe va transporter une partie de ces fonds à la Maison Quantin en fin 1886. Il sera chef de service de l’imprimerie Quantin (imprimeur de la chambre des députés) et dirigera la Librairie moderne, filiale de cette maison. Ce sera un lieu de rencontre entre ses nombreux amis, dont Gustave Guiches, Henri Lavedan, Léon Cladel et Paul Hervieu. Le 10 avril 1887, à l’occasion d'un bal donnée à l’hôtel de ville de Paris, il ressentira les premiers stigmates d’une maladie qui le minera pendant plusieurs mois. Le docteur Monod, son médecin traitant, diagnostique une sorte de hernie inguinale à l’origine de ses maux de ventre. En 1888, Villiers de l'Isle-Adam lui dédie l'une de ses Histoires insolites. Malherbe se lie aussi à Léon Bloy et Joris-Karl Huysmans.

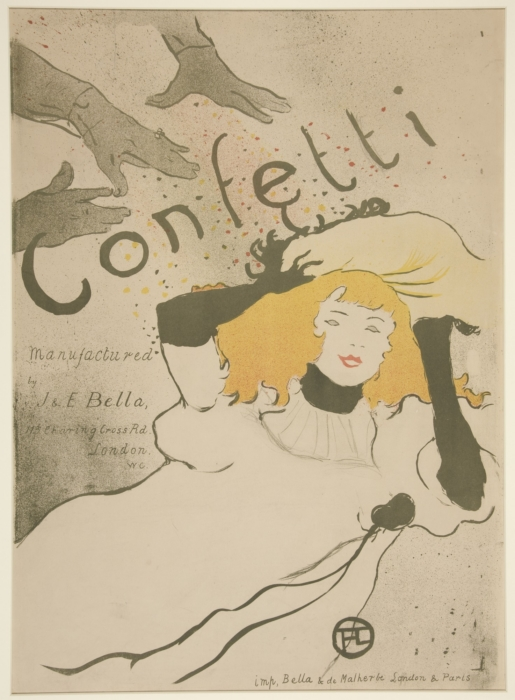
Affiche de Toulouse-Lautrec : Confetti (chromolithographie, 1894).

En 1890, il associera avec H. A. Cellot pour créer la société d’impression-édition des Nouvelles Affiches Artistiques, 54 rue Notre-Dame-des-Champs. L’entreprise est rapidement distinguée par le libraire et marchand d’estampes Edmond Sagot dans son catalogue de 1891, entièrement consacré à l’affiche illustrée : « Depuis l’apparition du livre d'Ernest Maindron combien s’est-il fondé de maisons pour la confection d’affiches d’art ? [...] MM de Malherbe et Cellot qui sont les derniers venus nous paraissent en ce moment tenir le premier rang ». Sur l’affiche de Gustave Fraipont pour Biarritz, le nom d'un agent à Londres : « Bella » est associé à celui de Malherbe. J & E Bella a produit une des affiches de Toulouse-Lautrec, Confetti, en 1894, avec la mention d'une adresse « Imp. Bella et de Malherbe – Londres et Paris » laissant supposer que Gustave a joué un rôle d'intermédiaire dans cette réalisation, ou alors celui d'un lien d'affaires. L’un des directeurs artistiques des Nouvelles Affiches artistiques est Eugène Grasset qui y produit sans doute parmi ses plus belles réalisations durant plus d’une décennie. Malherbe associe d’autres artistes comme Gustave Fraipont, Maurice Réalier-Dumas, Louis Malteste, Maurice Pillard Verneuil, Auguste François-Marie Gorguet, Henri Thiriet…
Son entreprise travaille parfois avec l'imprimeur Chaix dirigée par Jules Chéret.

Après son déménagement au 152 rue de Vaugirard en 1896, la société change de nom et devient l'Imprimerie de Vaugirard, G. de Malherbe et Cie. Fin 1896, un prospectus concernant les estampes décoratives d'Eugene Grasset mentionne une deuxième adresse, 13 impasse Ronsin. 

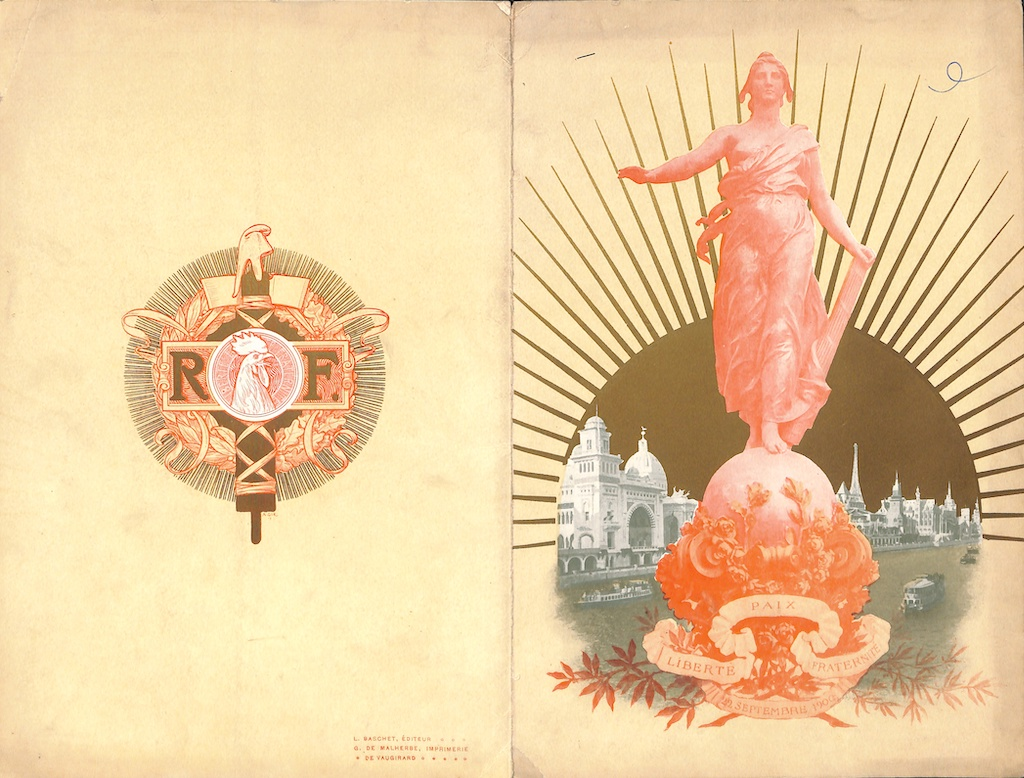
Couverture du menu du Banquet des maires de France (1900) signée G. de Malherbe.

En 1902, il ouvre une nouvelle imprimerie, en arrière cour, passage des Favorites. Cette maison a très rapidement pris l'une des premières places parmi les imprimeries parisiennes grâce à un outillage et à une installation réalisant et mettant en pratique les derniers perfectionnements industriels. L'imprimerie G. de Malherbe imprime outre les travaux courants, un grand nombre de périodiques importants : Art et Décoration, Musica, la Revue de Madagascar, Le Figaro illustré, les suppléments de L'Illustration, Le Tour de France, Je sais tout en similigravure.
L’imprimerie occupe entre 150 et 200 ouvriers constitués en Société de secours mutuels autonome. L’imprimerie dégage un chiffre d'affaires de 1,3 million de francs par an.
Malherbe est membre du bureau du Syndicat patronal des imprimeurs typographes. Il occupe également d'autres fonctions : président de la 2e section du dit syndicat (publications périodiques), membre du conseil de perfectionnement de l’École Estienne, membre honoraire du Comité de patronage de l’école professionnelle des imprimeurs d’Angleterre, délégué du syndicat des imprimeurs au Comité central des chambres syndicales.
Gustave de Malherbe reçoit de nombreuses récompenses pour son travail lors des expositions universelles : Grand Prix aux expositions de Milan 1906, Bruxelles 1910, Londres 1908 et 1912, Turin 1911, Gand 1914.
Sa nomination à la légion d'honneur est soutenu par de nombreuses personnalités : Ferdinand de La Batut, Gustave Rivet, Maurice Sarraut,Philippe Renouard, Gaston Thomson, Joseph Paul-Boncour, Athanase Bassinet, Louis Modeste Leroy, Gabriel Hanotaux, Émile Dupont et René Baschet. Le 14 mai 1914, il est nommé chevalier de la Légion d’honneur par le ministère du Commerce.
Il reçoit également la mention honorable de la Mutualité 14 juillet 1909.
Retiré à Guéthary dans sa villa nommée Ttalienia, d’architecture typiquement néo-basque, conçue par Louis Gomez, il passe la direction de ses affaires à son associé Monsieur Neipp.
Son entreprise est toujours active quand il meurt le 3 décembre 1934, décès salué par Charles Peignot qui voyait en cet homme l’un de ses maîtres.
Il était l’unique descendant encore vivant de la famille d'André Chénier par son arrière grand mère, Hélène, sœur du poète, et du diplomate historien Marie-Joseph Chénier.
Gustave de Malherbe est inhumé dans le cimetière Saint-Nicolas de Guéthary, au côté de sa mère.